# TC-1827
TC-1827 je oralno aktivan, selektivan agonist α4β2 nikotinskih receptora. Administracija TC-1827 poboljšava memoriju i sposobnost učenja kod glodara, i povišava dugotajnu potencijaciju u hipokampalnim režnjevima. Pored toka, ovo jedinjenje nema znatnih kardiovaskularnih nuspojava. Prokognitivno dejstvo TC-1827 traje mnogo duže nego što bi se očekivalo od njegovog kratkog vremena poluživota (0,2 - 1,0 sata).